# Monteton
Monteton ist ein Ort und eine aus mehreren Weilern und Einzelgehöften bestehende südfranzösische Gemeinde mit 324 Einwohnern (Stand: 1. Januar 2022) im Département Lot-et-Garonne in der Region Nouvelle-Aquitaine.

## Lage
Monteton liegt auf einer Anhöhe im Agenais etwa 72 Kilometer nordwestlich von Agen bzw. circa 19 Kilometer nordöstlich von Marmande auf einer Höhe von ca. 91 m ü. d. M. Das Klima ist gemäßigt und wird in hohem Maße vom Atlantik beeinflusst; Regen fällt verteilt übers ganze Jahr.

## Bevölkerungsentwicklung
| Jahr      | 1800 | 1851 | 1901 | 1954 | 1999 | 2018 |
| Einwohner | 931  | 721  | 484  | 395  | 238  | 328  |

Die Reblauskrise im Weinbau und der Verlust von Arbeitsplätzen durch die Mechanisierung der Landwirtschaft haben seit der zweiten Hälfte des 19. Jahrhunderts zu einem kontinuierlichen Bevölkerungsrückgang geführt, der erst in den letzten Jahrzehnten zum Stillstand gekommen ist.

## Wirtschaft
Die Bewohner der Gemeinde lebten jahrhundertelang als Selbstversorger von den Erträgen ihrer Felder und Gärten; daneben wurden auch Viehzucht und Weinbau betrieben. Im Ort selbst siedelten auch Handwerker, Kleinhändler und Dienstleister. Seit den 1960er Jahren werden einige der leerstehenden Häuser, aber auch Neubauten, als Ferienwohnungen (gîtes) genutzt. Monteton hat als Weinort wieder neue Bedeutung gewonnen; die hier produzierten Weine werden unter den Appellationen Agenais, Comté Tolosan und Côtes du Marmandais vermarktet.

## Geschichte
Mönche der Benediktinerabtei von Sarlat-la-Canéda unterhielten im 11. oder 12. Jahrhundert ein Priorat im nur ca. 9 km entfernten Ort La Sauvetat-du-Dropt; auch in der Gegend von Monteton rodeten sie Land und erbauten eine imposante Kirche. Während des Hundertjährigen Krieges (1337–1453) zwischen England und Frankreich und der Hugenottenkriege (1562–1598) scheint der Ort verschont geblieben zu sein.

## Sehenswürdigkeiten

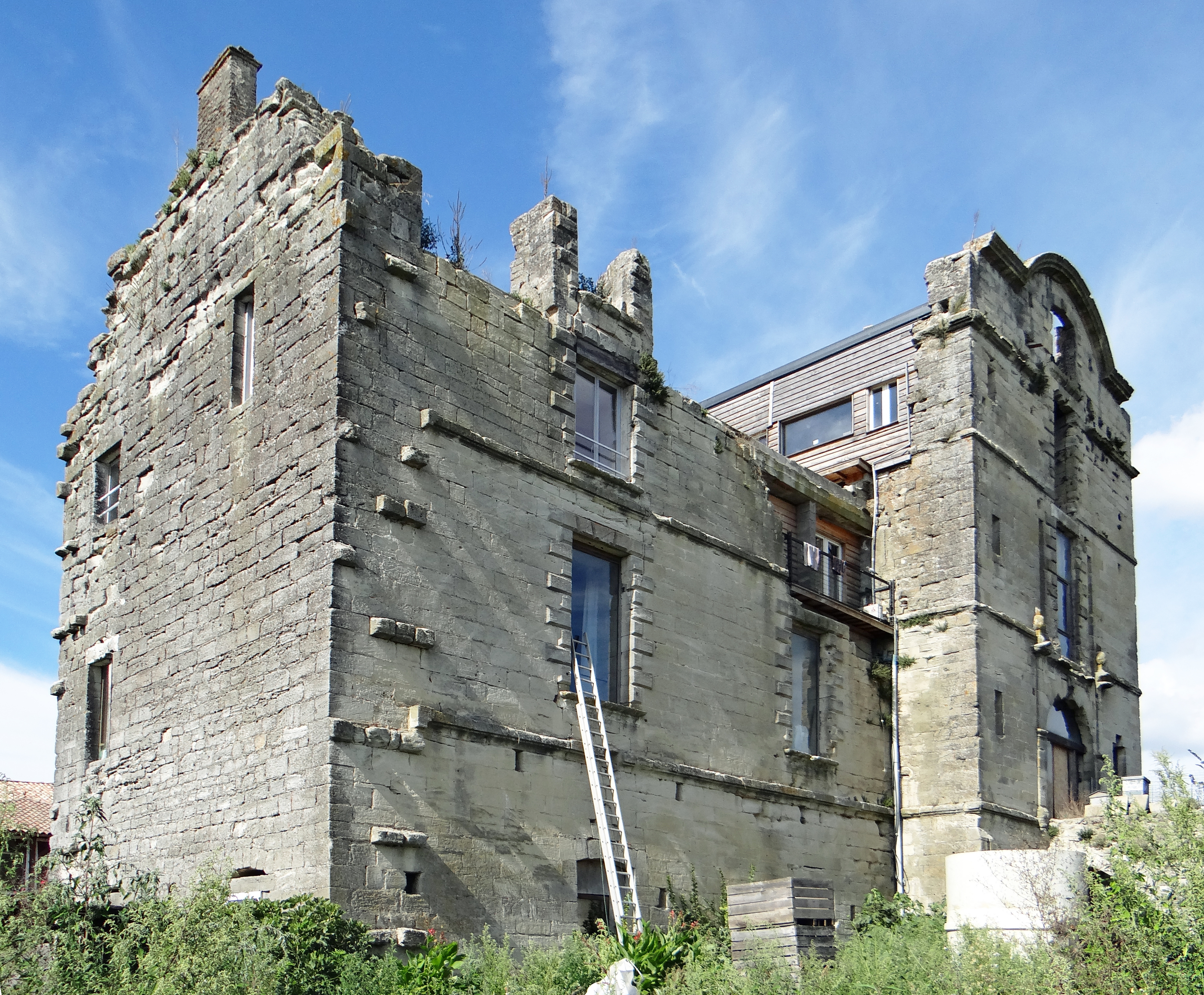
Château de Monteton

- Die Apsis der ehemaligen Priorats- und heutigen Pfarrkirche Notre-Dame ist im unteren Teil aus exakt behauenen Steinen erbaut; der obere Teil, das gesamte Langhaus und die Westfassade mit ihrem viergeteilten Glockengiebel wurden aus nur wenig behauenen Bruchsteinen errichtet. Alle Außenmauern sind durch Strebepfeiler stabilisiert. Das kleine gotische Portal befindet sich auf der Südseite. Das vierjochige Kirchenschiff, dessen dicke Außenmauern für zusätzliche Bausicherheit sorgen, wird von einem im Scheitel leicht angespitzten Tonnengewölbe mit Gurtbögen bedeckt; die Apsis hat die übliche Kalottenwölbung. Der Kirchenbau ist seit dem Jahr 1926 als Monument historique anerkannt.[4]

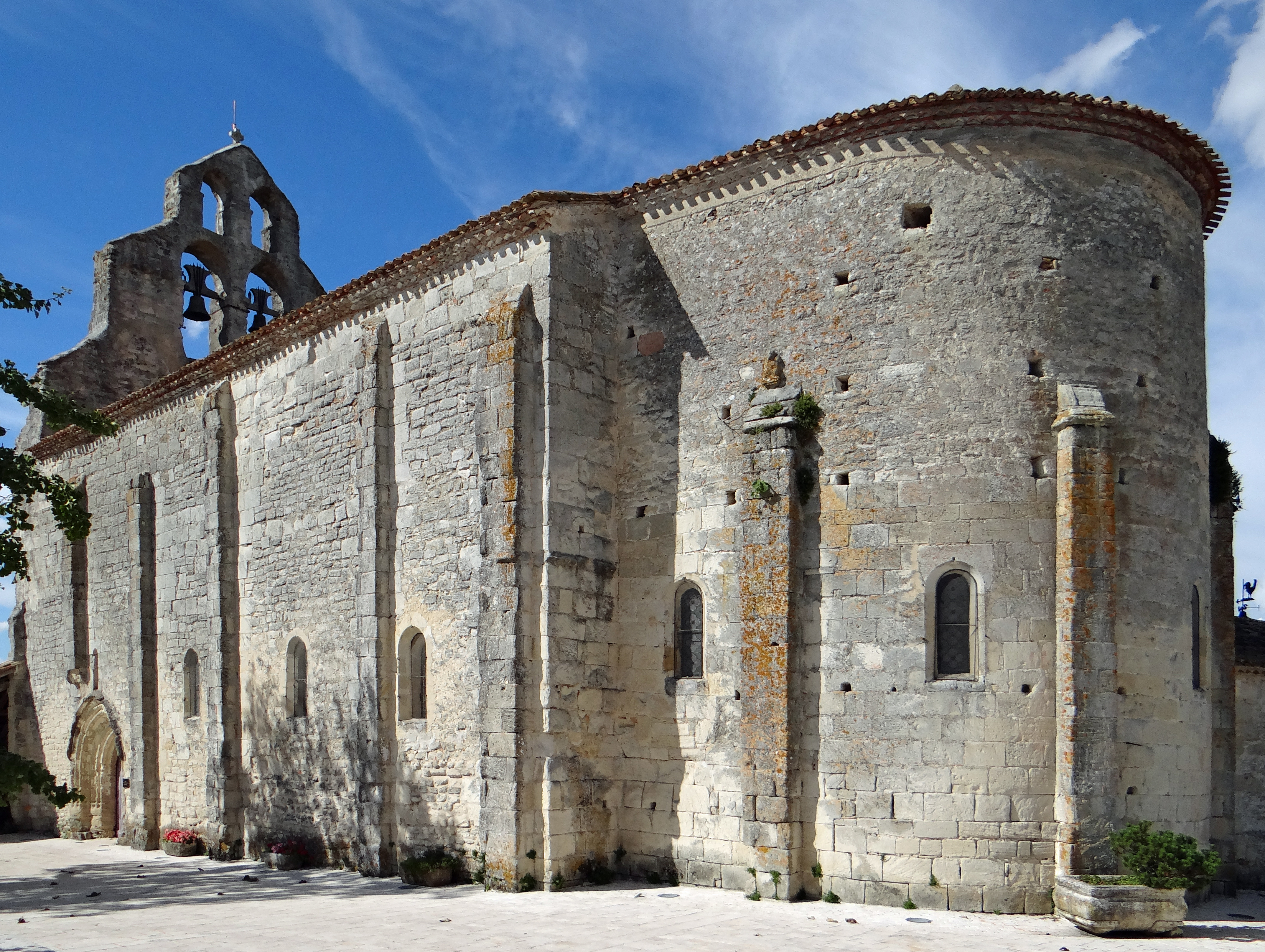
Gesamtansicht
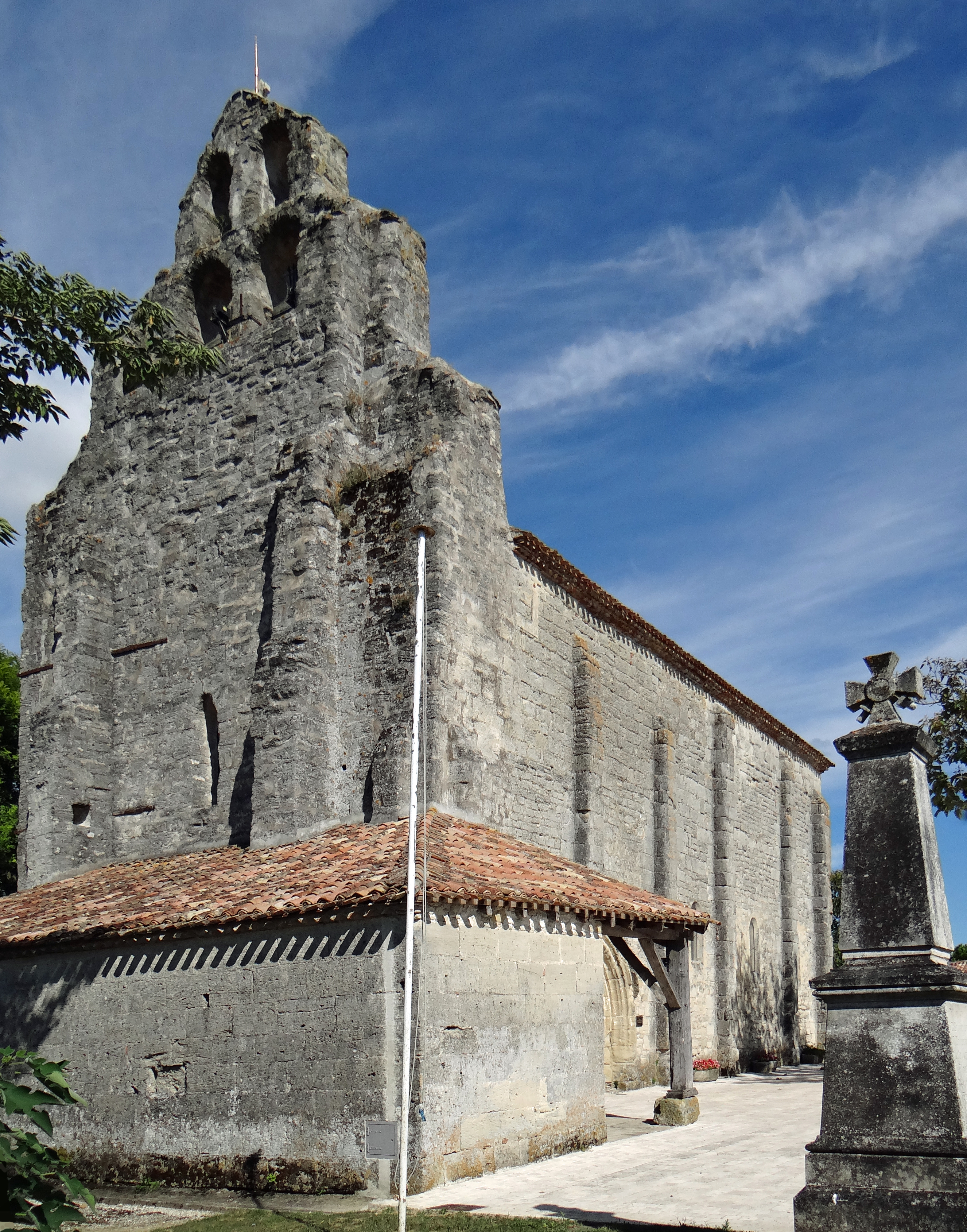
Westfassade mit Glockengiebel
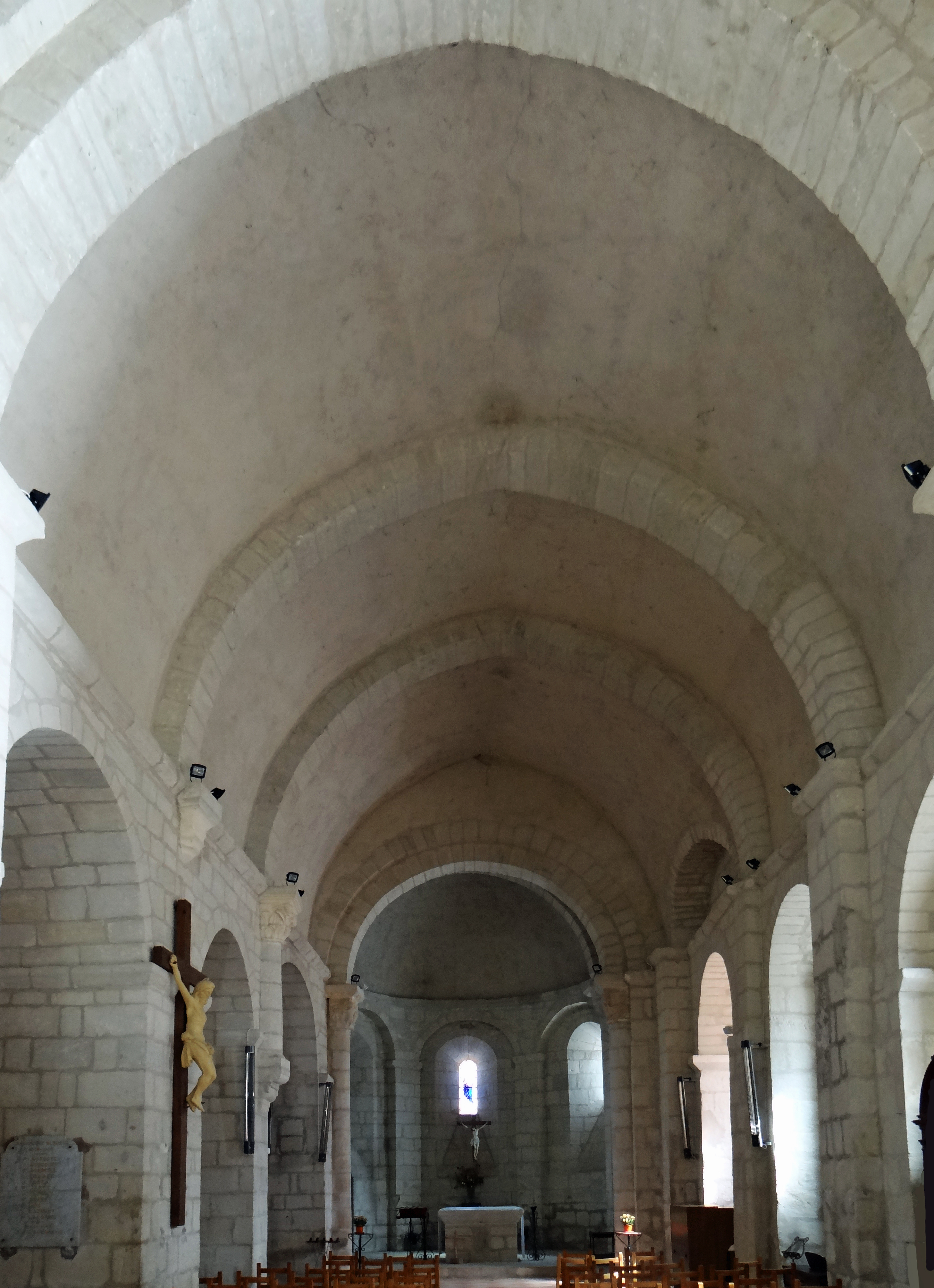
Kirchenschiff
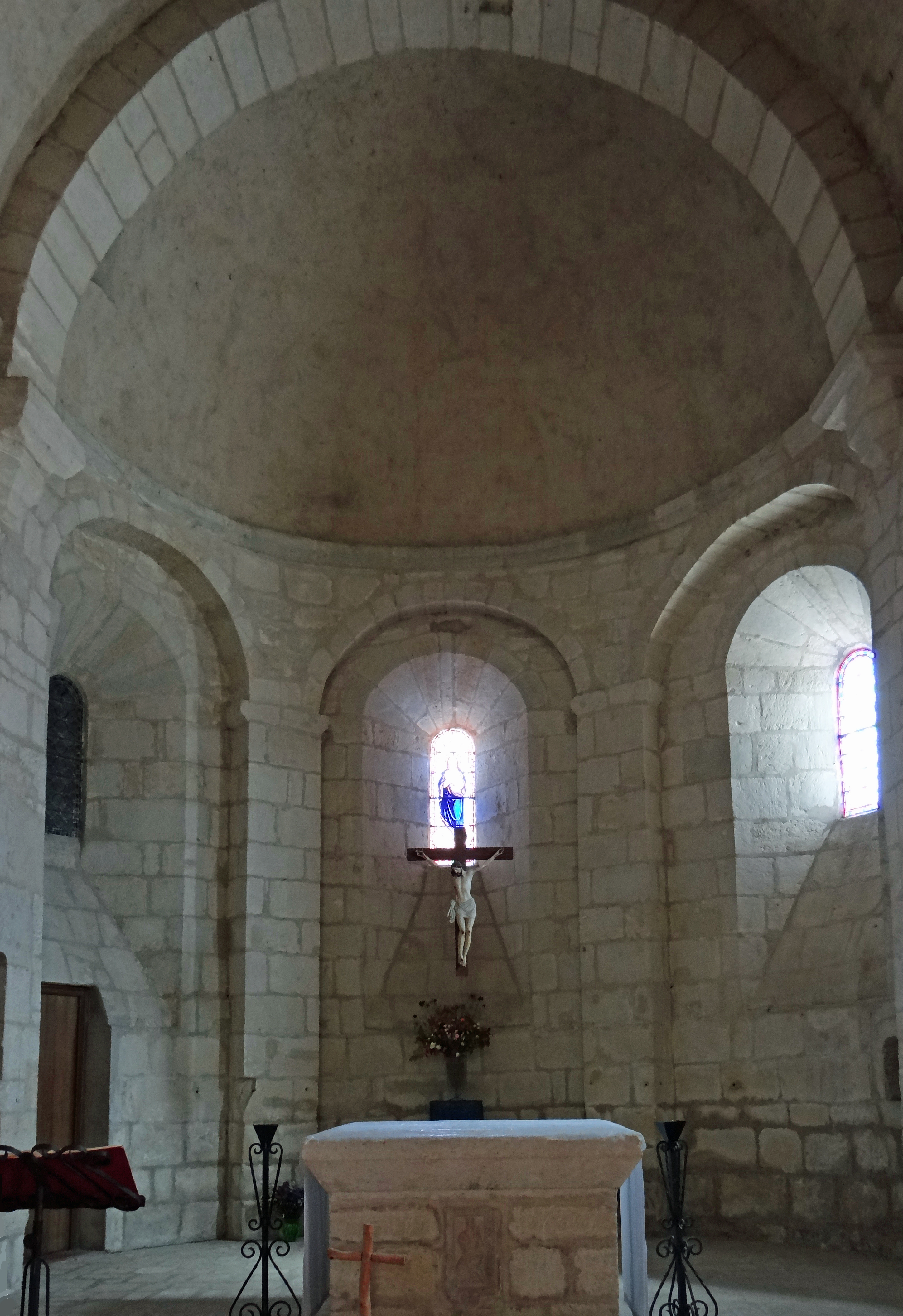
Apsis

- Das Château de Monteton wurde im 17. Jahrhundert an der Stelle einer ruinösen und abgerissenen mittelalterlichen Burg erbaut. Bis zum Beginn des 20. Jahrhunderts war es bewohnt, doch dann wurde der im Jahr 2008 als Monument Historique eingestufte Bau aufgegeben.[5] Zwei Familien kümmern sich um einen teilweise modernen Umbau zu Wohnzwecken.